# Aubazine
Aubazine település Franciaországban, Corrèze megyében. Lakosainak száma 860 fő (2022. január 1.). Aubazine Le Chastang, Cornil, Dampniat, Palazinges és Saint-Hilaire-Peyroux községekkel határos.

## Népesség
A település népességének változása:
| Lakosok száma | 669  | 673  | 788  | 807  | 908  | 915  | 914  | 887  | 873  | 860  |
|               | 1968 | 1982 | 1990 | 2006 | 2013 | 2015 | 2017 | 2019 | 2020 | 2022 |